# Horseshoe Park
Le Horseshoe Park est un plateau des montagnes Rocheuses situé dans le comté de Larimer, au Colorado, dans le centre des États-Unis. Protégé au sein du parc national de Rocky Mountain, il est parcouru par la Fall River. Il abrite notamment les lacs Sheep.